# Compagnie du chemin de fer de Lichtervelde à Furnes
De Compagnie du chemin de fer de Lichtervelde à Furnes (Frans voor Vennootschap voor de spoorweg van Lichtervelde tot Veurne) was een Belgische spoorwegmaatschappij opgericht in 1856 voor de aanleg en exploitatie van een spoorlijn van Lichtervelde tot Veurne.

## Geschiedenis
Reeds in 1845 werd er een vergunning verleend voor de aanleg van een spoorlijn tussen Veurne en Diksmuide aan de Société des chemins de fer de la Flandre-Occidentale. Door slechte economische omstandigheden heeft de FO deze lijn echter nooit aangelegd. Door deze toestand, alsook door de slechte winstvoorspellingen van de lijn, zag de overheid zich genoodzaakt om een interestgarantie te geven voor de uitbating van de spoorlijn. Uiteindelijk vraagt Thomas Green in 1855 de concessie en krijgt die ook op 9 januari 1856, nu van Lichtervelde tot Veurne. Green richt datzelfde jaar de maatschappij op, op 1 juni 1856.
De aanleg van de spoorlijn was vroeger klaar dan vereist; een trein moest rijden in januari 1859, maar reeds in mei 1858 werd de lijn ingehuldigd. Dit met een groot feest in Veurne, en zelfs een tweedaags feest in Diksmuide (op 9 en 10 mei 1858).
Doordat de spoorlijn nog niet opgenomen is in een groter netwerk, is ze niet rendabel. Gecombineerd met een hoge kostprijs per kilometer aangelegd spoor, recupereerde de maatschappij zelfs haar exploitatiekosten niet. Enkel dankzij de interestgarantie kunnen de investeerders een dividend krijgen (de maatschappij zelf had al schulden).
In 1867 ging de spoorlijn over naar de Société générale d'exploitation de chemins de fer (SEG), een spoorwegmaatschappij van de Generale Maatschappij van België. Later wordt de lijn als onderdeel van de SEG overgenomen door de staatsspoorwegen.

## Netwerk
- Lijn Lichtervelde - Veurne (via Diksmuide) ingehuldigd op 11 mei 1858.[8]